# Mount Watt
Mount Watt är ett berg i Antarktis. Det ligger i Östantarktis. Nya Zeeland gör anspråk på området. Toppen på Mount Watt är 2 715 meter över havet, eller 122 meter över den omgivande terrängen. Bredden vid basen är 2,5 km.
Terrängen runt Mount Watt är huvudsakligen kuperad. Trakten är obefolkad. Det finns inga samhällen i närheten. 